# Gölen (Lönneberga socken, Småland)
Gölen är en sjö i Hultsfreds kommun i Småland och ingår i Emåns huvudavrinningsområde.